# سيباستيان نواك (لاعب كرة قدم)
سيباستيان نواك (بالبولندية: Sebastian Nowak)‏ هو لاعب كرة قدم بولندي في مركز الدفاع، ولد في 16 مايو 1975 في بوزنان في بولندا. لعب مع أوبرا أوبول وبولونيا وارسو وليخيا غدانسك وليغيا وارسو.